# Allison Jolly
Allison Blair Jolly, po mężu Elliot (ur. 4 sierpnia 1956 w St. Petersburg) – amerykańska żeglarka sportowa. Złota medalistka olimpijska z Seulu.
Zawody w 1988 był jej jedynymi igrzyskami olimpijskimi. Zwyciężyła w klasie 470, a partnerowała jej Lynne Jewell. 